# Układ Lorenza

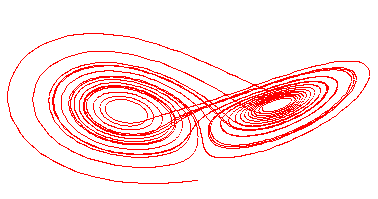
Początkowa trajektoria układu Lorenza

Trajektoria układu Lorenza w przestrzeni dla parametrów

Układ Lorenza – przedstawiony przez Edwarda Lorenza w 1963 roku układ trzech nieliniowych równań różniczkowych zwyczajnych modelujący w możliwie najprostszy sposób zjawisko konwekcji termicznej w atmosferze. Dla pewnego zbioru parametrów układ zachowuje się chaotycznie, a wykres zmiennych w przestrzeni fazowej przedstawia dziwny atraktor (tzw. atraktor Lorenza)
{\displaystyle {\begin{cases}{\dot {x}}=\sigma y-\sigma x\\{\dot {y}}=-xz+rx-y\\{\dot {z}}=xy-bz\end{cases}}}
gdzie:
{\displaystyle \sigma } – liczba Prandtla, charakteryzująca lepkość ośrodka,
{\displaystyle r} – liczba Rayleigha, charakteryzująca przewodnictwo cieplne ośrodka,
{\displaystyle b} – stała charakteryzująca rozmiary obszaru, w którym odbywa się przepływ konwekcyjny.
Stałe {\displaystyle \sigma ,} {\displaystyle r} i {\displaystyle b} są dodatnie, ale zwykle {\displaystyle \sigma =10,} {\displaystyle b=8/3,} a {\displaystyle r} jest zmienne. Układ przejawia chaos dla {\displaystyle r=28,} ale przejawia również splątane orbity okresowe dla innych wartości {\displaystyle r,} np. dla {\displaystyle r=99{,}96} układ staje się {\displaystyle T(3,2)} węzłem torusowym.
Rozwiązania układu równań Lorentza są:
- trójwymiarowe,
- nieokresowe,
- deterministyczne,
- chaotyczne.

Poniżej znajduje się kod źródłowy napisany w środowisku MATLAB, który rozwiązuje omawiany układ równań oraz prezentuje wynik w postaci animacji:
```
% układ równań różniczkowych

sigma
 
=
 
10
;

r
 
=
 
99.96
;

b
 
=
 
8
/
3
;

dy
 
=
 
@(
t
,
y
)[
sigma
*
(
y
(
2
)
-
y
(
1
));

            
-
y
(
1
)
*
y
(
3
)
+
r
*
y
(
1
)
-
y
(
2
);

            
y
(
1
)
*
y
(
2
)
-
b
*
y
(
3
)];

% rozwiązanie układu

[
t
,
y
]
 
=
 
ode45
(
dy
,[
0
 
100
],[
0
 
0.5
 
1
]);

% rysowanie wyniku

comet3
(
y
(:,
1
),
y
(:,
2
),
y
(:,
3
))

```